# Fabio Díez
Fabio Ricardo Díez Steinaker (* 18. November 1965 in Santa Fe) ist ein ehemaliger spanischer Beachvolleyballspieler argentinischer Herkunft.

## Karriere
Díez absolvierte seine ersten internationalen Turniere Ende 1996 mit Javier Bosma. Die beiden Spanier belegten bei der ersten Weltmeisterschaft in Los Angeles den 17. Platz. Zwei Jahre später verpassten sie in Marseille durch eine Niederlage gegen die Brasilianer Pará/Marques nur knapp eine Medaille. Bei der EM in Palma unterlagen sie erst im Endspiel den Schweizer Titelverteidigern Martin und Paul Laciga. Das Olympiaturnier in Sydney endete für sie im Viertelfinale gegen das deutsche Duo Ahmann/Hager. Anschließend trennten sie sich.
Mit seinem neuen Partner Agustin Correa schied Díez bei der Weltmeisterschaft 2001 in der ersten Hauptrunde gegen die Russen Saizew/Karassew aus. Im folgenden Jahr bestritt er noch einige Turniere mit Juan Claudio Garcia Thompson, ohne vordere Platzierungen zu erreichen.